# Wenxiu

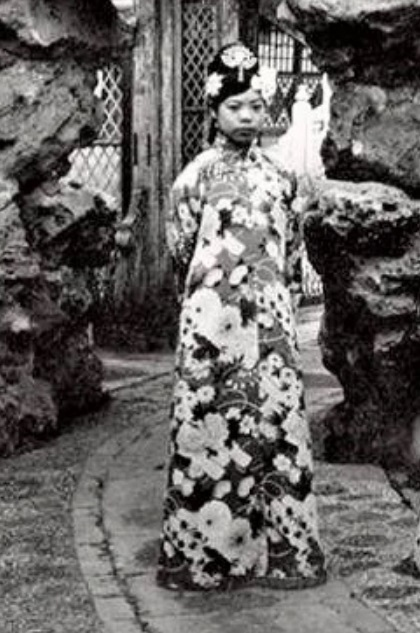
Wenxiu var konkubin till Puyi, Kinas sista kejsare.

Wenxiu, född 20 december 1909, död 17 september 1953, var officiell konkubin och bihustru till Kinas sista kejsare, Puyi. 

## Biografi
Wenxiu tillhörde den adliga mongoliska klanen Erdet. Hon var dotter till Duangong (1852–1908) och Lady Jiang. 

### Förbjudna staden
När kejsar Puyi skulle välja en gemål år 1921 tillhörde hon de flickor som ansågs vara passande kandidater att bli kejsarinnor och vars fotografier presenterades för Puyi, som uppmanades att välja äktenskapspartner bland dem. Puyi valde Wenxiu, men detta orsakade en konflikt mellan hans företrädares änkor, bland vilka Duankang ville att han skulle välja Wanrong, medan Xianzhe föredrog Wenxiu. 
Som kompromiss valdes Wanrong som första gemål och kejsarinna, och Wenxiu som andra gemål och bihustru. Wenxiu anlände till den förbjudna staden före Wanrong, och välkomnade denna när hon anlände dit 1922. Pyui var möjligen homosexuell, och levde inte tillsammans med vare sig sin kejsarinna eller sin bihustru, som båda hade sina egna separata bostäder i palatsområdet. 

### Tianjin
Hon följde Puyi från den förbjudna staden till Tianjin 1924. Enligt Puyi var Wanrong och Wenxiu båda mycket materialistiska under tiden i Tianjin, något som illustrerades av att om den ena hade fått en gåva, ville den andra genast ha en likadan. Wenxiu uppgav att hon, Puyi och Wanrong fortsatte att leva relativt separata liv även i Tianjin, och sällan umgicks även när de bodde i samma hus. 
Wenxiu ska ha varit mer missnöjd med sin tillvaro än Wanrong, och till skillnad från Wanrong värderade hon inte sin sociala status så högt att hon var villig att stanna i äktenskapet på grund av den status det gav henne. År 1931 lämnade hon Puyi i sällskap med sin syster och begav sig direkt till ett hotellrum fullt med advokater, som hjälpte henne att begära skilsmässa. 
Puyi uppger att detta krävde mod och viljestyrka, eftersom hennes önskan mötte stort motstånd och ogillande. Skilsmässan gick igenom bara några månader innan Puyi reste till Manchukuo. 

### Senare liv
Efter skilsmässan förlorade hon sin status som medlem av kejsarhuset, och på sina rådgivares begäran tog Puyi ifrån henne alla hennes titlar. Hon arbetade en tid som skollärare, och gifte 1947 om sig med major Liu Zhendong. Paret bosatte sig i Peking, där de även levde efter det kommunistiska maktövertagandet 1949; de rapporterade in sitt förflutna till kommunistregeringen, och fick tillstånd att driva rengöringsverksamhet. 